# Ваганеш
Ваганеш (алб. Vaganeshi) је насеље у општини Косовска Каменица на Косову и Метохији. Атар насеља се налази на територији катастарске општине Лисоцка површине 439 ha.
Насеље је добило име по словенској речи ваган — што значи суд за мерење жита. Ваганеш се први пут помиње 1435. године у дубровачким трговачким књигама. Године 1355. изнад села је подигнут манастир посвећен Светој Богородици. Сачувана су два ктиторска натписа властелина Дабижива (као Дробњаковог унука) и његове браће Храна и Богоја, која сведоче о времену градње, као и око 20 m² фрескосликарства. Црква је конзервирана 1963. године.
Око ње се налазе остаци средњовековног и новијег српског гробља.

## Демографија
Насеље има мешовит албанско — српски етнички састав.

## Национални састав

### Попис1981.
| Попис 1981.‍ | Попис 1981.‍ | Попис 1981.‍ | Попис 1981.‍ | Попис 1981.‍ |
| ----------- | ----------- | ----------- | ----------- | ----------- |
|             |             |             |             |             |
| Срби        | Срби        |             | 117         | 80,68%      |
| Албанци     | Албанци     |             | 26          | 17,93%      |
| Југословени | Југословени |             | 1           | 0,68%       |
| остали      | остали      |             | 1           | 0,68%       |
| укупно: 145 |             |             |             |             |

### Попис1971.
| Попис 1971.‍ | Попис 1971.‍ | Попис 1971.‍ | Попис 1971.‍ | Попис 1971.‍ |
| ----------- | ----------- | ----------- | ----------- | ----------- |
|             |             |             |             |             |
| Срби        | Срби        |             | 162         | 88,52%      |
| Албанци     | Албанци     |             | 21          | 11,47%      |
| укупно: 183 |             |             |             |             |

### Попис1961.
| Попис 1961.‍ | Попис 1961.‍ | Попис 1961.‍ | Попис 1961.‍ | Попис 1961.‍ |
| ----------- | ----------- | ----------- | ----------- | ----------- |
|             |             |             |             |             |
| Срби        | Срби        |             | 159         | 89,32%      |
| Албанци     | Албанци     |             | 16          | 8,98%       |
| Црногорци   | Црногорци   |             | 3           | 1,68%       |
| укупно: 178 |             |             |             |             |